# Deflorita
Deflorita is een geslacht van rechtvleugeligen uit de familie sabelsprinkhanen (Tettigoniidae). De wetenschappelijke naam van dit geslacht is voor het eerst geldig gepubliceerd in 1906 door Bolívar.

## Soorten
Het geslacht Deflorita omvat de volgende soorten:
- Deflorita apicalis Shiraki, 1930
- Deflorita argentata Ingrisch, 1998
- Deflorita bella Gorochov, 2008
- Deflorita centa Shi & Chang, 2004
- Deflorita curva Shi & Chang, 2004
- Deflorita decora Gorochov, 2008
- Deflorita deflorita Brunner von Wattenwyl, 1878
- Deflorita forceps Gorochov, 2004
- Deflorita hemilyra Gorochov, 2004
- Deflorita integra Ingrisch, 1998
- Deflorita lyra Gorochov, 2004
- Deflorita marginata Ingrisch, 2011
- Deflorita parallela Gorochov, 2004
- Deflorita paralyra Gorochov, 2008
- Deflorita protecta Ingrisch, 2011
- Deflorita pulchra Gorochov, 2008
- Deflorita unicolor Karny, 1926